# 이형록
이형록(李亨祿, 1808년~?)은 조선 후기의 도화서의 화원으로 철종어진의 작업에 참여하여고 책가도를 잘 그리는 것으로 유명하였다. 그의 자는 여통(汝通), 호는 송석(松石)이었고, 나중에 이름을 이응록, 이택균으로 개명을 하였다.

## 생애

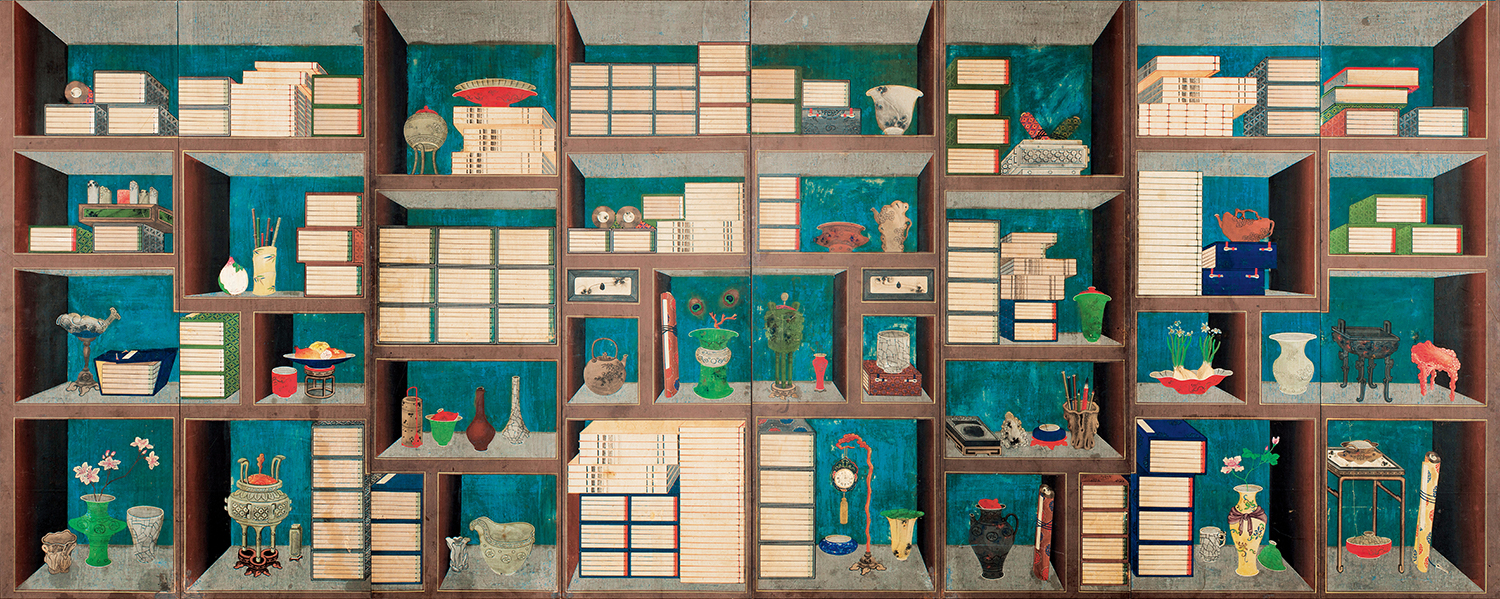
책거리

그는 전라도 무장에서 출생하였는데, 그의 증조부는 이성린, 할아버지는 이종현, 아버지는 이윤민으로 모두 화원이었다.

## 작품
그는 1852년과 1861년의 철종 어진 도사에 참여하였다. 그는 조부 이종현과 부친 이윤민에 이어 3대째 책가도로 이름을 날렸다. 이형록은 책가도에 여러가지 실험을 하였는데, 서양식 투시도법을 적용시켜 입체감이 살아 있는 책가(선반)에 서책과 문방구 · 기명 · 화훼 등을 진열한 책가도를 그렸다. 또  책장 없이 서책과 기물을 화면에 분산 배치한 새로운 형식의 책거리 그림도 그렸다.